# 扁吻鱼
扁吻鱼（学名：Aspiorhynchus laticeps），原名新疆大头鱼，古称虎鱼，为鲤科扁吻鱼属的鱼类，也是该属唯一一种，扁吻鱼头部较大，能占其体长的四分之一，吻端宽且平。其属名Aspiorhynchus源于希腊语“aspis, -idos”（盾牌）和希腊语“ῥύγχος（rhyngchos）”（吻端），即扁吻之意；种加词laticeps源于拉丁文“latus”（宽）和新拉丁文“-ceps”（头），即宽头之意。扁吻鱼是新疆的特有种，仅分布在塔里木河流域，是塔里木盆地动物区系中的标志物种。扁吻鱼是肉食性动物，现常以鲤、鲫等鱼类为食。扁吻鱼喜水温较高的大型湖泊、缓流的水体，有洄游产卵的习性。
扁吻鱼的祖先自中新世晚期到更新世早期便进入塔里木盆地，在塔里木盆地特有的水文条件、气候环境中逐渐演变为扁吻鱼，分布在塔里木河水系的开都河、阿克苏河、车尔臣河、叶尔羌河等水域。因扁吻鱼是较为原始的物种，故有古鱼类活化石之称。20世纪60年代起，扁吻鱼开始面临着捕杀、物种入侵、洄游场所被切断、塔里木河下游干涸等诸多威胁，种群数量不断减少，分布区域也退缩至仅分布在克孜尔水库内。扁吻鱼是《国家重点保护野生动物名录》中一级国家重点保护野生动物，也是《国际自然保护联盟濒危物种红色名录》中的极危物种（CR）。因数量稀少，扁吻鱼有着“水中大熊猫”的称号。为保护扁吻鱼，新疆开展有新疆扁吻鱼原种场建设、新疆扁吻鱼自然保护区建设、扁吻鱼人工繁殖、增殖放流等工程。

## 形态特征
扁吻鱼是一种体型修长且侧扁的鱼类，成鱼体长可超1米。扁吻鱼拥有较大的头，约占体长的四分之一。其吻端宽且平，楔形。有着宽且大的口。幼鱼时期，扁吻鱼的上、下颌基本等长，成鱼时期，下颌较上颌突出，不存在角质缘，30厘米以上的个体上、下颌附生有拟小齿（pseudo-denticles）。两侧口角处存在一对鱼须，须末端至鱼眼后缘。扁吻鱼的眼睛为较小的椭圆形，随着年龄的增长，眼经占头长的比例越来越小，眼侧上位，靠近吻端的位置。除胸部无鱼鳞外，扁吻鱼全身披细鳞。扁吻鱼体侧线完全，侧线鳞相比于其上下两侧的鱼鳞更大。扁吻鱼的下咽骨窄，咽头齿为柱状，顶部有钩且尖。扁吻鱼有稀疏且短的鳃耙，肛门、泄殖腔不外露。扁吻鱼背鳍位于吻端到尾鳍基部靠近尾鳍基部的位置。腹鳍的起点和背鳍的起点相对，末端则位于腹鳍起点到臀鳍起点的中点，远离肛门。胸鳍胸位，雌性大且圆，雄性小且尖，末端向后延伸至胸鳍起点到腹鳍起点的靠近胸鳍的位置。臀鳍紧挨肛门，位于腹鳍到尾鳍基部靠近尾鳍基部的位置。扁吻鱼尾鳍为上下叶基本等长的叉形，尾鳍末端尖。
扁吻鱼的颜色随个体成长而改变。幼鱼两侧上部为褐色，分布有大黑斑；下侧、腹部为银青色；背鳍较暗；胸鳍、腹鳍、尾鳍为淡橘黄色。长大一些后，全身会转为银白色，吻端到尾部存在小褐斑点，上颌、下颌为桔红色。雌性的体侧有橘红色色带，雄性体侧为黄色色带。背鳍较暗，胸、腹、尾鳍为深浅不一的橘红色。当成长至体长90厘米以上时，两侧色带转为土黄色，头部、每个鳞片会有褐色斑点分布，上侧浓，下侧淡。背鳍为褐色，胸、腹、臀、尾鳍下叶为橘红色。

## 生物习性

### 食性
扁吻鱼是肉食性动物，成鱼以其他鱼类为食，幼鱼以底栖生物为食。扁吻鱼的食物种类变化较大，如今野生的扁吻鱼会捕食鲫、鲤、虾虎鱼等鱼类，人工繁殖的扁吻鱼会以鲫、鲤、鲢、鳙等饵料鱼为食。扁吻鱼的食性较任意，一般捕食小个体的鱼类，并未和具体鱼类形成食物链。生活在饲养池的扁吻鱼掠食发生在夜间。
《中国经济鱼类志》、《新疆鱼类志》等来源记载扁吻鱼在塔里木河中鱼类尚处原始状态时，会以捕食塔里木弓鱼为主，也会以高原鳅属鱼类为食，也记录有其为“凶猛肉食性大型鱼类”。但中国水产科学研究院黑龙江水产研究所的任波等人提出原有扁吻鱼分布的博斯腾湖内并无存有高原鳅属的记载，也无捕获高原鳅属的情况；塔里木弓鱼游速快，游速缓慢的扁吻鱼难以捕食；扁吻鱼并不凶猛，甚至会出现被捕食的鱼类和扁吻鱼一起游弋的情况。

### 繁育生长
扁吻鱼到达7龄，且体长达43厘米时，性腺成熟。野生的扁吻鱼会洄游产卵，每年4月下旬至5月中旬，卵巢成熟的扁吻鱼会借着涨水期溯河而上，洄游距离一般在10千米左右，不超过50千米。雌性扁吻鱼一般选择将卵产于河滩的沙砾或砂质河床上，鱼卵会被水流带到沙砾的缝隙中。产卵地点水深约40厘米，水温约18℃。扁吻鱼因卵巢基本同步成熟，一次性排卵，所以产卵时期较短。另外，野生的扁吻鱼并非每年都会繁殖。扁吻鱼的怀卵量以一尾体长77厘米，体重7.25千克的雌性扁吻鱼为例，其绝对怀卵量约193万粒，相对怀卵量为28粒每克。
扁吻鱼鱼卵为微黏的沉性卵，呈青灰色，具有毒性。初生鱼卵卵径约2.5毫米，遇水膨胀后约3.5毫米。鱼卵从初孵到卵黄吸收历时约9天，后期仔鱼历时约36天，稚鱼历时60余天，1年后幼鱼的体色、体型接近成鱼。扁吻鱼最大寿命据推算超过47龄。20龄前体长上升迅速，之后缓慢。体重则在7龄前增长缓慢，之后到17龄上升迅速，之后速度减缓。

## 分布栖息
扁吻鱼是新疆特有种，其模式产地在喀什噶尔。扁吻鱼曾广泛分布在塔里木河水系的多条河流之中。然而自1960年代开始，扁吻鱼种群分布区域不断退缩。进入21世纪时，扁吻鱼主要分布在渭干河水系中，以克孜尔水库等水域为主。2019年，新疆维吾尔自治区水产科学研究所在调查渭干河流域的鱼类资源时，扁吻鱼虽为该流域常见种，但仅出现在克孜尔水库之中。扁吻鱼的分布范围约26平方千米。
扁吻鱼仅分布在海拔1500米以下的水域之中，主要分布在海拔800到1200米。水温较高的大型湖泊、缓流的水体是扁吻鱼喜爱的栖息地。其主要栖息地克孜尔水库设计总容量6.4亿立方米，最大水面面积44平方千米，正常高蓄水位近1150米。水库东岸地势平缓，西岸陡峭。库底为泥沙为主，不过也存在少量石砾带。水库内浮游植物以硅藻、绿藻具有优势。浮游动物则以原生动物和轮虫占绝对优势。共有鲤形目、鲈形目两目鱼类生活在扁吻鱼的栖息地中，科的水平上以鲤科种类最多。鱼类中有鲤、鲫、草鱼等经济鱼类，䱗、麦穗鱼等小型鱼类，塔里木裂腹鱼、宽口裂腹鱼等土著鱼类。

## 分布变化
20世纪50年代以前，南疆水域包括扁吻鱼在内的土著种基本维持在原始状态。塔里木河水系的开都河、阿克苏河、车尔臣河、叶尔羌河等水域均有扁吻鱼分布。1940年代开始，扁吻鱼成为经济鱼类被当地人捕获。1960年代，捕获量迅速增加。同时，开都河进入博斯腾湖河口以上11千米处建立宝浪苏木分水枢纽，阻断了扁吻鱼繁殖洄游通道。另外同样在1960年代，博斯腾湖又从北疆地区引入外来物种河鲈，河鲈占据博斯腾湖多数生态位，形成物种入侵。另外自1970年代开始，塔里木河下游长期断流。基于以上原因，扁吻鱼的种群数量开始下降。到20世纪80年代末，博斯腾湖里鲜有扁吻鱼出现。
20世纪80年代，扁吻鱼在阿克苏河尚有种群分布，1990年前后，尚能捕获为数不多的未成熟个体。到1990年中期，扁吻鱼仅分布在阿克苏河下游的艾西曼湖、渭干河水系的克孜尔水库等水域。1998年，在博斯腾湖捕获过一尾超过12千克的扁吻鱼。进入21世纪后，扁吻鱼仅分布在阿克苏地区拜城县境内的包括克孜尔水库、东方红水库及渭干河等河流部分河段的水域之中，分布水域总长约330千米，其中克孜尔水库是其主要分布场所。而克孜尔水库的扁吻鱼的种群数量也在衰退。增殖放流后，虽然有鱼苗被投入博斯腾湖内，但在2020年代初的调查中并未在湖中发现扁吻鱼的踪迹。

## 演化分类
扁吻鱼在生物分类上属于鲤形目、鲤科、裂腹鱼亚科、扁吻鱼属。塔里木盆地的气候环境自白垩纪晚期就开始转向干热。到中新世晚期到更新世早期，某些裂腹鱼类经地表径流从山地进入塔里木盆地。在盆地内，塔里木河下游与尾闾湖泊相比于中上游，水流缓、食物丰富，进入此水域的鱼类逐渐形成体型大、口裂大等适应食肉的特点。鱼类的受精卵也开始适应较高的水温。于是，扁吻鱼等鱼类逐渐形成。扁吻鱼是裂腹鱼类中较为原始的原始种群，其25项征状中六成为祖征。不过在分布上，扁吻鱼与裂腹鱼类的主要属——裂腹鱼属存在差异，扁吻鱼的垂直分布明显低于裂腹鱼属。
在基因研究方面，扁吻鱼与新疆裸重唇鱼、斑重唇鱼亲缘关系较远。扁吻鱼与塔里木弓鱼亲缘关系较近，2014年新疆维吾尔自治区水产科学研究所海萨·艾也力汗等人基于基因序列和形态特征研究及2022年新疆大学茹斯坦木·迪丽娜等人基于线粒体基因组数据的研究，认为扁吻鱼属和裂腹鱼属的遗传距离尚未达到属间的差距，扁吻鱼或是裂腹鱼属的特化物种。2015年，塔里木大学完成扁吻鱼线粒体基因组全序列分析。

## 发现记载
1873年到1874年，英属印度派遣福赛斯使团翻越昆仑山脉，出访阿古柏政权控制的叶尔羌等地。使团成员超过300人，其中包括生物学家费迪南德·斯图利兹卡。斯托力茨卡随团的目的是收集当地的历史自然标本，然而在出访中斯托力茨卡去世。托力茨卡采集的包括斯扁吻鱼正模标本在内的鱼类标本被运往印度。英国动物学家弗朗西·戴描述这批鱼类标本，并将成果发表于1876年的《伦敦动物学会会刊（Proceedings of the Zoological Society of London）》之上。
清代中末期，中方也有对扁吻鱼的记载，纪昀在其《乌鲁木齐杂诗》中写有“凯渡河鱼八尺长，分明风味似鲟鳇。西秦只解红羊鲊，特乞仓公制脍方。”的诗句，其中凯渡河鱼可能是指扁吻鱼。王树枏编订的《尔雅郭注佚存补订》中称其为虎鱼，因“新疆罗卜淖尔虎豹入水，即变为鱼”而得名。

## 经济利用
在形成产业以前，当地人将扁吻鱼与塔里木弓鱼等土著种统称为新疆鱼，生产上也未作区分。当地人会架设独创的机关专门捕获新疆鱼，或驾驶卡盆在博斯腾湖近岸下网捕鱼。1940年代，巴音郭楞蒙古自治州和硕县土产公司曾在博斯腾湖组织建立渔场，每年捕获新疆鱼几十至上百吨，其中扁吻鱼约占10%到20%。1950年代以后，随着当地人口增加，新疆生产建设兵团和焉耆回族自治县等地方先后在博斯腾湖建立捕鱼队、渔场。1958年，阿克苏地区在上游地区建设水库，并成立捕鱼队。最初，因为捕鱼工具简陋，扁吻鱼的年产量60到100吨。1965年开始普及尼龙胶丝网，博斯腾湖等水域的扁吻鱼年产量提高到120吨到240吨，最大个体达到25千克。进入1970年代后，扁吻鱼产量开始迅速下降，年产量不过百吨。到1975年时，扁吻鱼基本绝产。1990年代初，车尔臣河下游的喀依拉克湖内鱼类依然保持着原始的种群结构。1993年，若羌县曾组织在喀依拉克湖冬捕，捕获250吨，其中包括数百尾扁吻鱼，破坏严重。
虽然1980年代末扁吻鱼成为中国国家一级保护野生动物，但是当地尚未形成足够的保护野生动物的观念。加上扁吻鱼肉质鲜美且数量稀少成为珍品礼物，导致每年数十尾大个体扁吻鱼被捕杀。比如1991年10月克孜尔水库完成秋灌关闸后，当地居民在闸下消力池捕杀超过10尾4千克以上的扁吻鱼。

## 物种保护

### 保护名录与保护区
1989年《国家重点保护野生动物名录》开始实施时，扁吻鱼以新疆大头鱼之名被列为国家一级保护野生动物。2021年版的《国家重点保护野生动物名录》仍然将其列为国家一级保护野生动物。2015年，《中国生物多样性红色名录》将扁吻鱼列为极危（CR）。2023年出版的《国际自然保护联盟濒危物种红色名录》中，将扁吻鱼列为极危（CR）。
21世纪初，建立首个扁吻鱼自然繁殖保护区开始提上日程。2007年，阿克苏地区决定建立地区自然保护区——新疆大头鱼自然保护区，开始规划新疆大头鱼自然保护区。2008年10月，新疆首个水生野生动物保护区——新疆扁吻鱼自然保护区得以建立。新疆扁吻鱼自然保护区位于阿克苏地区拜城县，面积310平方千米，受保护的河道长度180千米。新疆扁吻鱼自然保护区的范围包括核心区克孜尔水库库区；缓冲区为木扎提河、卡木斯浪河、台勒维丘克河、卡拉苏河等河流流域。

### 人工保育
20世纪末，阿克苏地区开始设立新疆扁吻鱼原种场。到2023年，共在阿克苏地区、巴音郭楞蒙古自治州、昌吉回族自治州三地建立四处扁吻鱼保护基地。扁吻鱼原种场建立后，开始对扁吻鱼研究、收集、驯养、人工繁殖、增殖放流等。2005年通过人工采卵、孵化获得数万尾上浮鱼苗，人工繁殖成功。2006年到2007年，利用人工催产、流水刺激、人工采卵等方法，人工孵化出苗超过50万尾。同时开展扁吻鱼迁地保护以及全人工繁殖技术研究。2014年，人工繁殖子二代存活，实现扁吻鱼的全人工繁殖。自扁吻鱼人工繁殖成功后，每年在新疆扁吻鱼自然保护区、博斯腾湖等地增殖放流，到2023年近300万尾扁吻鱼被放归，其中超过240万尾放归至新疆扁吻鱼自然保护区中。2010年，新疆维吾尔自治区水产局首次利用PIT标记法标志放流。2018年，新疆维吾尔自治区水产科学研究所通过荧光浸染、色素注射、PIT标记法等三种方法监测野生环境下的扁吻鱼。

## 扩展阅读
維基物種上的相關：扁吻鱼
| 中国国家重点保护野生动物名录: 鱼纲（Pisces，1988年版） | 中国国家重点保护野生动物名录: 鱼纲（Pisces，1988年版） | 中国国家重点保护野生动物名录: 鱼纲（Pisces，1988年版） | 中国国家重点保护野生动物名录: 鱼纲（Pisces，1988年版） | 中国国家重点保护野生动物名录: 鱼纲（Pisces，1988年版） |
| 目                                                     | 科                                                     | 中文名                                                 | 学名                                                   | 保护级别                                               |
| ------------------------------------------------------ | ------------------------------------------------------ | ------------------------------------------------------ | ------------------------------------------------------ | ------------------------------------------------------ |
| 鲈形目（PERCIFORMES）                                  | 石首鱼科 （Sciaenidae）                                | 黃唇魚                                                 | Bahaba taipingensis                                    | II                                                     |
| （SCORPAENIFORMES）                                    | 杜父鱼科 （Cottidae）                                  | 松江鲈鱼                                               | Trachidermus fasciatus                                 | II                                                     |
| 刺鱼目 （GASTEROSTEIFORMES）                           | 海龙科 （Syngnathidae）                                | 克氏海马                                               | Hippocampus kelloggi                                   | II                                                     |
| 鲤形目 （CYPRINIFORMES）                               | 胭脂鱼科 （Catostomidae）                              | 胭脂魚                                                 | Myxocyprinus asiaticus                                 | II                                                     |
| 鲤形目 （CYPRINIFORMES）                               | 鲤科 （Cyprinidae）                                    | 唐魚                                                   | Tanichthys albonubes                                   | II                                                     |
| 鲤形目 （CYPRINIFORMES）                               | 鲤科 （Cyprinidae）                                    | 大頭鯉                                                 | Cyprinus pellegrini                                    | II                                                     |
| 鲤形目 （CYPRINIFORMES）                               | 鲤科 （Cyprinidae）                                    | 金线鲃 （指名亚种）                                    | Sinocyclocheilus grahami                               | II                                                     |
| 鲤形目 （CYPRINIFORMES）                               | 鲤科 （Cyprinidae）                                    | 扁吻鱼                                                 | Aspiorhynchus laticeps                                 | I                                                      |
| 鲤形目 （CYPRINIFORMES）                               | 鲤科 （Cyprinidae）                                    | 大理裂腹魚                                             | Schizothorax taliensis                                 | II                                                     |
| 鳗鲡目 （ANGUILLIFOMES）                               | 鳗鲡科 （Anguillidae）                                 | 花鳗鲡                                                 | Anguilla marmorata                                     | II                                                     |
| 鲑形目 （SALMONIFORMES）                               | 鮭科 （Salmonidae）                                    | 川陝哲羅鮭                                             | Hucho bleekeri                                         | II                                                     |
| 鲑形目 （SALMONIFORMES）                               | 鮭科 （Salmonidae）                                    | 秦岭细鳞鲑                                             | Brachymystax lenok tsinlingensis                       | II                                                     |
| 鲟形目 （ACIPENSERIFORMES）                            | 鱘科 （Acipenseridae）                                 | 中華鱘                                                 | Acipenser sinensis                                     | I                                                      |
| 鲟形目 （ACIPENSERIFORMES）                            | 鱘科 （Acipenseridae）                                 | 达氏鲟                                                 | Acipenser dabryanus                                    | I                                                      |
| 鲟形目 （ACIPENSERIFORMES）                            | 匙吻鲟科 （Polyodontidae）                             | 白鲟                                                   | Psephurus gladius                                      | I                                                      |